# Isabel Carlota de Lorena
Isabel Carlota de Lorena (21 de octubre de 1700-4 de mayo de 1711), fue una princesa de Lorena, la cuál murió de viruela sin haber cumplido los once años.

## Vida

### Primeros años
Era la segunda hija, aunque la mayor en sobrevivir a los primeros meses de vida además de la primera mujer de catorce hijos de un feliz matrimonio. Su madre, Isabel Carlota de Orleans descendiente de la Casa de Borbón, que entonces gobernaba el Reino de Francia, además de sobrina de Luis XIV.
Su padre, el duque Leopoldo I de Lorena, había querido que ella se convirtiera en abadesa de la prestigiosa abadía de Remiremont, una abadía benedictina cerca de Remiremont, Vosges. La abadía había estado estrechamente asociada con la Casa de Lorena, muchas de sus abadesas eran miembros de la familia de Lorena. Su padre presiona a la entonces abadesa, Dorotea María de Salm para que presione a los Profesores de la Sorbona, la histórica Universidad de París. Luis XIV, impuso en cambio a Isabel Carlota como soberana del territorio. A pesar de esto, los profesores no respondieron antes de su muerte prematura. La princesa vivió toda su corta vida con su familia en un ambiente armonioso.

## Muerte
En 1711, Isabel Carlota enfermo de viruela durante una epidemia que ya había matado a Luis, el Gran Delfín y al emperador José I, contagio la enfermedad a sus hermanos menores, el príncipe heredero Luis y María Gabriela. Isabel Carlota murió el 4 de mayo, Luis el 11 y María Gabriela al día siguiente. Su madre quedó devastada por la pérdida, de sus diez hijos que había alumbrado solo quedaban dos.
Su hermano, Francisco Esteban, se convirtió en emperador del Sacro Imperio Romano Germánico y fundaría la línea Habsburgo-Lorena. En el momento de su muerte, su madre estaba embarazada de Isabel Teresa la cuál reina de Cerdeña. Posteriormente daría a luz tres veces más, a Carlos Alejandro, que sería gobernador de los Países Bajos, a Ana Carlota, que fue más tarde abadesa de Remiremont, el puesto que se había pensado para Isabel Carlota y una niña que murió poco después de su nacimiento.